# Cratere Tiwi
Tiwi  è un cratere sulla superficie di Marte.